# Энгрессия, Джозеф
Джозеф Карл Энгрессия-младший (англ. Josef Carl Engressia Jr.), позже известный как Джойбаблз (англ. Joybubbles; 25 мая 1949, Ричмонд, Виргиния, США — 8 августа 2007, Миннеаполис, Миннесота, США) — известный фрикер, один из первых взломщиков телефонных сетей.

## Биография
Джозеф Карл Энгрессия-младший родился 25 мая 1949 года в городе Ричмонд (штат Виргиния).
Его отец был школьным фотографом, и его родителям часто приходилось переезжать с места на место. Джозеф был с рождения слепым, но обладал при этом абсолютным слухом. Его любимой игрушкой детства был старый телефонный аппарат: примерно с четырёх или пяти лет он научился набирать номера, используя рычажный переключатель в качестве телеграфного ключа. Спустя четыре года он научился благодаря свисту определённой частоты (2600 Гц) выдавать сигнал сброса телефонного звонка, случайно прервав дальний звонок.
Джозеф учился в школе для слепых, где, по его словам, к нему плохо относились, а мать требовала от него учиться максимально прилежно: позже он жаловался, что у него толком «не было детства», хотя при этом оценивал свой IQ на уровне 172 баллов. Интерес Джозефа к телефонии развивался благодаря тому, что мать читала ему техническую литературу, а в выпускном альбоме Джозеф даже позировал в телефонной будке.
Позже он поступил в университет Южной Флориды, где начал активно использовать свои способности, чтобы благодаря свисту осуществлять бесплатные звонки в любую точку мира. В 1968 году его исключили из колледжа после того, как поймали за организацией подобных звонков. В то же время благодаря своим усилиям Джо стал одним из со-основателей движения фрикеров, занимавшихся взломами телефонных сетей. Со временем среди фрикеров стали появляться и другие слепые и слабовидящие личности, но из таковых наиболее известным остался именно Джо Энгрессия.
В 1971 году он переехал в Мемфис (штат Теннесси), где ему предъявили обвинения в телефонном мошенничестве. Его направили на работу в Миллингтон, где он должен был заниматься чисткой телефонных аппаратов: эту работу Джо ненавидел. В 1975 году он переехал в Денвер, где должен был налаживать оборудование в телефонной сети компании Mountain Bell: с собственных слов, ему нравилось разрешать технические проблемы (в том числе и те, которые он обнаружил ещё до своих арестов). Трудоустроили его туда усилиями ФБР.
12 июня 1982 года Джо Энгрессия, уставший от постоянной работы по налаживанию оборудования, переехал в Миннеаполис: дата была выбрана не случайно, поскольку в американском формате записи месяца и дня она совпадала с телефонным кодом города. Он даже создал горячую линию для людей, которым хотелось просто поговорить по душам и обсудить какие-то вещи. Источниками его существования были пенсия по инвалидности и временные подработки разного характера: однажды его услугами и вовсе воспользовались в сельскохозяйственном университете в рамках исследований, связанных с особенностями запаха свиных экскрементов.
В 1988 году Джо официально заявил, что просит считать себя 5-летним ребёнком. Решив для себя, что его жизнь не приносит ему счастья и веселья, он официально изменил свое имя на «Джойбаблз» (англ. Joybubbles, букв. «пузырьки радости, пузырьки веселья»).
Джойбаблз собирал кассеты с записями шоу Фреда Роджерса, объясняя это так: «Когда ты играешь и являешься просто собой, вершатся великие дела» (англ. When you’re playing and you’re just you, powerful things happen). Также он основал так называемую Церковь Вечного Детства (англ. Church of Eternal Childhood), дозвониться до которой мог каждый желающий по специальной горячей линии.
Джйобаблз умер 8 августа 2007 года в Миннеаполисе. Причина смерти не оглашалась. На момент смерти у него остались мать Эстер и сестра Тони, проживавшие в Хомстеде.